# Archiacasta tenuivalvata
Archiacasta tenuivalvata is een zeepokkensoort uit de familie van de Balanidae.